# Polyrhachis creusa
Polyrhachis creusa é uma espécie de formiga do gênero Polyrhachis, pertencente à subfamília Formicinae.